# Championnat des Philippines de football 2016
Navigation
Édition précédente Édition suivante
La saison 2016 du Championnat des Philippines de football est la septième édition du championnat national de première division aux Philippines. Cette édition, la dernière à porter le nom d'United Football League, regroupe les clubs de première et deuxième division au sein d'une poule unique, où ils s'affrontent à deux reprises. Tous les clubs participants sont basés dans la région de Manille, la capitale du pays.
C'est le Global Football Club qui remporte la compétition cette saison après avoir terminé en tête du classement final, avec six points d'avance sur Ceres FC, Loyola Meralco Sparks et JP Voltes. C'est le troisième titre de champion des Philippines de l'histoire du club.
La compétition est marquée par l'abandon en cours de championnat de trois équipes : Manila Nomads, Agila FC et Pasargad FC.

## Les clubs participants
- Global Football Club
- Ceres FC
- Loyola Meralco Sparks
- JP Voltes - Promu de D2
- Kaya Futbol Club
- Stallion FC
- Green Archers United
- Forza FC - Promu de D2
- Manila Nomads
- Laos FC - Promu de D2
- Agila FC - Promu de D2
- Pasargad FC - Promu de D2

## Compétition

### Classement
Le classement est établi sur le barème de points classique (victoire à 3 points, match nul à 1, défaite à 0). Pour départager les égalités, on tient d'abord compte de la différence de buts générale, puis du nombre de buts marqués, puis des confrontations directes.
| Rang | Équipe                | Pts | J  | G  | N | P  | Bp  | Bc  | Diff |
| ---- | --------------------- | --- | -- | -- | - | -- | --- | --- | ---- |
| 1    | Global Football Club  | 47  | 19 | 15 | 2 | 2  | 80  | 15  | +65  |
| 2    | Ceres FCT             | 41  | 19 | 13 | 2 | 4  | 109 | 18  | +91  |
| 3    | Loyola Meralco Sparks | 41  | 19 | 13 | 2 | 4  | 83  | 23  | +60  |
| 4    | JP VoltesP            | 41  | 19 | 13 | 2 | 4  | 51  | 16  | +35  |
| 5    | Kaya Futbol Club      | 37  | 19 | 12 | 1 | 6  | 78  | 25  | +53  |
| 6    | Stallion FC           | 31  | 19 | 8  | 7 | 4  | 43  | 28  | +15  |
| 7    | Green Archers United  | 21  | 19 | 6  | 3 | 10 | 29  | 48  | -19  |
| 8    | Forza FCP             | 14  | 19 | 4  | 2 | 13 | 20  | 82  | -62  |
| 9    | Laos FCP              | 7   | 19 | 2  | 1 | 16 | 22  | 111 | -89  |
|      | Manila Nomads         | 9   | 11 | 3  | 0 | 8  | 20  | 65  | -45  |
|      | Agila FCP             | 4   | 11 | 1  | 1 | 9  | 6   | 56  | -50  |
|      | Pasargad FCP          | 1   | 11 | 0  | 1 | 10 | 4   | 58  | -54  |

|  | Qualification pour le tour préliminaire de la Ligue des champions de l'AFC 2017 |
|  | Qualification pour le tour préliminaire de la Coupe de l'AFC 2017               |
|  | Abandon en cours de saison                                                      |
|  | T : Tenant du titre P : Club promu de deuxième division                         |

### Résultats
| Résultats (▼dom., ►ext.) | AGI  | CER  | FOR  | GLO  | GAU | JPV | KAY  | LAO  | LMS  | NOM  | PSG | STA |
| Agila FC                 |      |      |      | 0-5  | 0-3 | 1-0 | 0-11 |      | 2-2  |      |     |     |
| Ceres FC                 | 10-1 |      | 11-0 | 3-3  | 7-1 | 4-2 | 5-0  | 8-0  | 4-1  | 6-0  |     | 2-2 |
| Forza FC                 | 4-1  | 0-10 |      | 0-2  | 1-1 | 0-3 | 0-5  | 3-1  | 1-5  |      | 2-0 | 1-4 |
| Global Football Club     | 8-0  | 0-5  | 12-0 |      | 4-0 | 0-2 | 3-2  | 8-0  | 1-0  |      | 3-0 | 3-0 |
| Green Archers United     | 5-0  | 2-1  | 1-1  | 1-3  |     | 0-3 | 1-5  | 3-0  | 0-4  |      | 2-1 | 1-3 |
| JP Voltes FC             |      | 1-0  | 7-1  | 0-4  | 3-1 |     | 0-1  | 3-0  | 2-3  | 5-0  |     | 0-0 |
| Kaya Futbol Club         |      | 1-0  | 10-2 | 0-3  | 6-0 | 1-3 |      | 8-0  | 1-2  | 16-1 |     | 0-1 |
| Laos FC                  |      | 0-11 | 0-3  | 0-7  | 0-4 | 0-4 | 2-10 |      | 2-13 | 8-3  |     | 2-2 |
| Loyola Meralco Sparks    |      | 3-2  | 4-0  | 0-0  | 2-1 | 1-2 | 0-1  | 11-1 |      | 9-2  |     | 3-1 |
| Manila Nomads            | 3-0  |      | 2-1  | 0-12 | 3-4 |     |      |      | 2-4  |      |     |     |
| Pasargad FC              |      | 0-16 |      |      | 0-6 | 0-6 | 1-6  | 0-9  | 0-4  |      |     |     |
| Stallion FC              | 5-1  | 1-4  | 3-0  | 2-4  | 1-1 | 0-0 | 2-2  | 8-0  | 2-2  |      | 2-0 |     |

## Bilan de la saison
| Championnat des Philippines de football 2016                             |                                 |
| Champion                                                                 | Global Football Club (3e titre) |
| Qualifications continentales                                             |                                 |
| Ligue des champions de l'AFC 2017 (tour préliminaire)                    | Global Football Club            |
| Coupe de l'AFC 2017 (tour préliminaire)                                  | Ceres FC                        |
| Promotions et relégations                                                |                                 |
| Promus en Championnat des Philippines de football                        | Aucun                           |
| Relégués en Championnat des Philippines de football de deuxième division | Manila Nomads                   |
| Relégués en Championnat des Philippines de football de deuxième division | Agila FC                        |
| Relégués en Championnat des Philippines de football de deuxième division | Pasargad FC                     |